# Campionati mondiali di biathlon 2005
I Campionati mondiali di biathlon 2005 si svolsero in due sedi separate: il programma tradizionale, maschile e femminile, si tenne dal 5 al 13 marzo a Hochfilzen, in Austria; la nuova prova iridata di staffetta mista ebbe luogo, con la formula 4x6 km, il 20 marzo a Chanty-Mansijsk, in Russia, durante l'ultima tappa di Coppa del Mondo. 
La cerimonia d'apertura si tenne a Hochfilzen il 4 marzo, alle 19:00.

## Risultati

### Uomini

#### Sprint 10 km
| Posizione | Atleta               | Nazione  | Tempo    |
| --------- | -------------------- | -------- | -------- |
| 1         | Ole Einar Bjørndalen | Norvegia | 34:37.05 |
| 2         | Sven Fischer         | Germania | + 10.5   |
| 3         | Ilmārs Bricis        | Lettonia | + 24.0   |
| 4         | Sergej Čepikov       | Russia   | -        |
| 5         | Nikolaj Kruglov      | Russia   | -        |
| 6         | Michael Greis        | Germania | -        |
| 7         | Ricco Groß           | Germania | -        |
| 8         | Carl Johan Bergman   | Svezia   | -        |
| 9         | Tomasz Sikora        | Polonia  | -        |
| 10        | Vincent Defrasne     | Francia  | -        |

Hochfilzen, 5 marzo, ore 10:00

#### Inseguimento 12,5 km
| Posizione | Atleta               | Nazione  | Tempo    |
| --------- | -------------------- | -------- | -------- |
| 1         | Ole Einar Bjørndalen | Norvegia | 36:41.44 |
| 2         | Sergej Čepikov       | Russia   | + 39.2   |
| 3         | Sven Fischer         | Germania | + 50.7   |
| 4         | Nikolaj Kruglov      | Russia   | -        |
| 5         | Michael Greis        | Germania | -        |
| 6         | Ricco Groß           | Germania | -        |
| 7         | Vincent Defrasne     | Francia  | -        |
| 8         | Andrij Deryzemlja    | Ucraina  | -        |
| 9         | Raphaël Poirée       | Francia  | -        |
| 10        | Tomasz Sikora        | Polonia  | -        |

Hochfilzen, 6 marzo, ore 10:00

#### Partenza in linea 15 km
| Posizione | Atleta               | Nazione  | Tempo    |
| --------- | -------------------- | -------- | -------- |
| 1         | Ole Einar Bjørndalen | Norvegia | 40:51.99 |
| 2         | Sven Fischer         | Germania | + 11.9   |
| 3         | Raphaël Poirée       | Francia  | +20.6    |
| 4         | Nikolaj Kruglov      | Russia   | -        |
| 5         | Tomasz Sikora        | Polonia  | -        |
| 6         | Andrij Deryzemlja    | Ucraina  | -        |
| 7         | Ricco Groß           | Germania | -        |
| 8         | Sergej Čepikov       | Russia   | -        |
| 9         | Oleksandr Bilanenko  | Ucraina  | -        |
| 10        | Michael Greis        | Germania | -        |

Hochfilzen, 13 marzo, ore 10:45

#### Individuale 20 km
| Posizione | Atleta               | Nazione   | Tempo     |
| --------- | -------------------- | --------- | --------- |
| 1         | Roman Dostál         | Rep. Ceca | 1:00:24.5 |
| 2         | Michael Greis        | Germania  | +9.4      |
| 3         | Ricco Groß           | Germania  | +26.9     |
| 4         | Sven Fischer         | Germania  | -         |
| 5         | Tomasz Sikora        | Polonia   | -         |
| 6         | Ole Einar Bjørndalen | Norvegia  | -         |
| 7         | Vesa Hietalahti      | Finlandia | -         |
| 8         | Raphaël Poirée       | Francia   | -         |
| 9         | Michal Šlesingr      | Rep. Ceca | -         |
| 10        | Wilfried Pallhuber   | Italia    | -         |

Hochfilzen, 9 marzo, ore 14:15

#### Staffetta 4x7,5 km
| Posizione | Nazione     | Atleti                                                                | Tempo      |
| --------- | ----------- | --------------------------------------------------------------------- | ---------- |
| 1         | Norvegia    | Halvard Hanevold Stian Eckhoff Egil Gjelland Ole Einar Bjørndalen     | 1:21:59.21 |
| 2         | Russia      | Sergej Rožkov Nikolaj Kruglov Pavel Rostovcev Sergej Čepikov          | +26.0      |
| 3         | Austria     | Daniel Mesotitsch Friedrich Pinter Wolfgang Rottmann Christoph Sumann | +43.3      |
| 4         | Bielorussia | Aljaksandr Syman Sjarhej Novikaŭ Rustam Valiulin Aleh Ryžankoŭ        | -          |
| 5         | Francia     | Julien Robert Vincent Defrasne Ferréol Cannard Raphaël Poirée         | -          |

Hochfilzen, 12 marzo, ore 14:15

### Donne

#### Sprint 7,5 km
| Posizione | Atleta                  | Nazione     | Tempo   |
| --------- | ----------------------- | ----------- | ------- |
| 1         | Uschi Disl              | Germania    | 21:58.6 |
| 2         | Ol'ga Zajceva           | Russia      | + 3.5   |
| 3         | Alena Zubrylava         | Bielorussia | + 26.6  |
| 4         | Sandrine Bailly         | Francia     | -       |
| 5         | Liu Xianying            | Cina        | -       |
| 6         | Ol'ga Medvedceva        | Russia      | -       |
| 7         | Anna Bogalij-Titovec    | Russia      | -       |
| 8         | Oksana Chvostenko       | Ucraina     | -       |
| 9         | Florence Baverel-Robert | Francia     | -       |
| 10        | Anna Carin Olofsson     | Svezia      | -       |

Hochfilzen, 5 marzo, ore 14:00

#### Inseguimento 10 km
| Posizione | Atleta                      | Nazione  | Tempo    |
| --------- | --------------------------- | -------- | -------- |
| 1         | Uschi Disl                  | Germania | 33:32.54 |
| 2         | Liu Xianying                | Cina     | + 17.9   |
| 3         | Ol'ga Zajceva               | Russia   | + 40.6   |
| 4         | Ol'ga Medvedceva            | Russia   | -        |
| 5         | Anna Bogalij-Titovec        | Russia   | -        |
| 6         | Anna Carin Olofsson         | Svezia   | -        |
| 7         | Katrin Apel                 | Germania | -        |
| 8         | Florence Baverel-Robert     | Francia  | -        |
| 9         | Sandrine Bailly             | Francia  | -        |
| 10        | Gro Marit Istad Kristiansen | Norvegia | -        |

Hochfilzen, 6 marzo, ore 13:00

#### Partenza in linea 12,5 km
| Posizione | Atleta                      | Nazione  | Tempo    |
| --------- | --------------------------- | -------- | -------- |
| 1         | Gro Marit Istad Kristiansen | Norvegia | 41:40.36 |
| 2         | Anna Carin Olofsson         | Svezia   | + 3.7    |
| 3         | Ol'ga Medvedceva            | Russia   | + 8.4    |
| 4         | Liu Xianying                | Cina     | -        |
| 5         | Kati Wilhelm                | Germania | -        |
| 6         | Kong Yingchao               | Cina     | -        |
| 7         | Andrea Henkel               | Germania | -        |
| 8         | Oksana Chvostenko           | Ucraina  | -        |
| 9         | Sandrine Bailly             | Francia  | -        |
| 10        | Uschi Disl                  | Germania | -        |

Hochfilzen, 13 marzo, ore 12:45

#### Individuale 15 km
| Posizione | Atleta               | Nazione  | Tempo   |
| --------- | -------------------- | -------- | ------- |
| 1         | Andrea Henkel        | Germania | 52:37.5 |
| 2         | Sun Ribo             | Cina     | + 30.2  |
| 3         | Linda Grubben        | Norvegia | + 34.3  |
| 4         | Sandrine Bailly      | Francia  | -       |
| 5         | Ekaterina Dafovska   | Bulgaria | -       |
| 6         | Ol'ga Medvedceva     | Russia   | -       |
| 7         | Anna Bogalij-Titovec | Russia   | -       |
| 8         | Anna Carin Olofsson  | Svezia   | -       |
| 9         | Oksana Chvostenko    | Ucraina  | -       |
| 10        | Svetlana Išmuratova  | Russia   | -       |

Hochfilzen, 8 marzo, ore 14:15

#### Staffetta 4x6 km
| Posizione | Nazione     | Atlete                                                                                 | Tempo      |
| --------- | ----------- | -------------------------------------------------------------------------------------- | ---------- |
| 1         | Russia      | Ol'ga Medvedceva Svetlana Išmuratova Anna Bogalij-Titovec Ol'ga Zajceva                | 1:13:44.45 |
| 2         | Germania    | Uschi Disl Katrin Apel Andrea Henkel Kati Wilhelm                                      | + 41.4     |
| 3         | Bielorussia | Ekaterina Vinogradova Vol'ha Nazarava Ljudmila Anan'ka Alena Zubrylava                 | + 53.2     |
| 4         | Francia     | Delphyne Peretto Florence Baverel-Robert Anne-Laure Mignerey Condevaux Sandrine Bailly | -          |
| 5         | Norvegia    | Tora Berger Liv-Kjersti Eikeland Gro Marit Istad Kristiansen Linda Grubben             | -          |

Hochfilzen, 11 marzo, ore 14:15

### Misto

#### Staffetta 4x6 km
| Posizione | Nazione    | Atlete                                                                       | Tempo      | Penalità        |
| --------- | ---------- | ---------------------------------------------------------------------------- | ---------- | --------------- |
| 1         | Russia I   | Ol'ga Medvedceva Svetlana Išmuratova Ivan Čerezov Nikolaj Kruglov            | 1:13:24.16 | 0+3 0+2 0+1 0+3 |
| 2         | Russia II  | Anna Bogalij-Titovec Ol'ga Zajceva Sergej Čepikov Sergej Rožkov              | + 7.3      | 0+0 1+3 0+0 0+4 |
| 3         | Germania I | Uschi Disl Kati Wilhelm Michael Greis Ricco Groß                             | + 34.2     | 1+6 0+3 0+3     |
| 4         | Rep. Ceca  | Kateřina Holubcová Irena Česneková Roman Dostál Michal Šlesingr              | -          |                 |
| 5         | Francia    | Delphyne Peretto Anne-Laure Mignerey Condevaux Julien Robert Ferréol Cannard | -          |                 |

Chanty-Mansijsk, 20 marzo

## Medagliere per nazioni
| Posizione | Nazione     | Oro | Argento | Bronzo | Totale |
| --------- | ----------- | --- | ------- | ------ | ------ |
| 1         | Norvegia    | 5   | 0       | 1      | 6      |
| 2         | Germania    | 3   | 4       | 3      | 10     |
| 3         | Russia      | 2   | 4       | 2      | 8      |
| 4         | Rep. Ceca   | 1   | 0       | 0      | 1      |
| 5         | Cina        | 0   | 2       | 0      | 2      |
| 6         | Svezia      | 0   | 1       | 0      | 1      |
| 7         | Bielorussia | 0   | 0       | 2      | 2      |
| 8         | Austria     | 0   | 0       | 1      | 1      |
|           | Francia     | 0   | 0       | 1      | 1      |
|           | Lettonia    | 0   | 0       | 1      | 1      |